# 2016 na televisão brasileira
A seguir há uma lista de eventos relacionados à televisão brasileira em 2016. Os eventos listados incluem estreias, cancelamentos e finais de programas de televisão; lançamento, encerramento e rebrandings de canais; estações locais mudando de afiliação de rede; e informações sobre controvérsias e disputas de carregamento.

## Eventos notáveis

### Janeiro
| Data  | Evento |
| ----- | --- |
| 10    | A TNT transmite a 73.ª edição dos Prêmios Globo de Ouro.                                                                                      |
| 14    | Os canais Esporte Interativo Maxx e Esporte Interativo Maxx 2 passam a ser disponibilizados na NET e na Claro TV.                             |
| 14    | Na Rede Record, o Câmera Record e o Repórter Record Investigação passam a ser exibidos às quintas.                                            |
| 17    | A TNT transmite a 21.ª edição dos prêmios Critics' Choice Movie Award.                                                                        |
| 29—30 | O Multishow transmite ao vivo de Xangri-lá, Rio Grande do Sul a 21.ª edição do Planeta Atlântida.                                             |
| 30    | A Rede Meio Norte transmite o Corso de Teresina 2016.                                                                                         |
| 30    | A Record News transmite o desfile das escolas de samba do Grupo Especial de Vitória, em parceria com a Record News ES.                        |
| 30    | A TNT e o TBS transmitem a 22.ª edição dos Prêmios Screen Actors Guild.                                                                       |
| 31    | A Rede Liberal exibe o compacto dos desfiles das escolas de samba do Grupo Especial de Belém e da 70.ª edição do concurso Rainha das Rainhas. |

### Fevereiro
| Data | Evento |
| ---- | --- |
| 4—10 | As principais emissoras de TV (exceto a Rede Record) realizam a cobertura do Carnaval de 2016, sendo que: - A Rede Globo exibe o Globeleza com os desfiles das escolas de samba de São Paulo e Rio de Janeiro e o carnaval Recife–Olinda na TV Globo Nordeste. A Rede Bahia cobre localmente o carnaval de Salvador no Bahia Folia; - O SBT exibe o SBT Folia, mostrando o carnaval de Salvador em parceria com a TV Aratu; - A Rede Bandeirantes exibe o Band Folia, mostrando o carnaval de Salvador e o de Recife e Olinda; - A TV Brasil exibe o carnaval de Salvador em parceria com a TVE Bahia e o desfile das escolas de samba do Grupo de Acesso de São Paulo pela TV Brasil São Paulo; - A RedeTV! exibe o Bastidores do Carnaval 2016 |
| 6    | A TV A Crítica exibe o desfile das escolas de samba do Grupo Especial de Manaus. |
| 7    | Após a estreia de Pra Ganhar É Só Rodar, o Roda a Roda passa a ser exibido apenas aos domingos, no SBT. |
| 7    | A ESPN e o Esporte Interativo exibem o Super Bowl 50. |
| 7—8  | A TV Guará exibe o desfile das escolas de samba de São Luís. |
| 11   | A Oi TV suspende a transmissão dos canais da Fox International Channels por não firmar acordo com a empresa para inserção dos canais premium Fox 1 e Fox Action a partir de 13 de fevereiro. |
| 12   | Na Rede Globo, Monica Iozzi deixa a apresentação do Vídeo Show. Com a sua saída, Joaquim Lopes assume interinamente a apresentação do programa até 4 de março. |
| 15   | Após ser adiada e remarcada, a transição do sinal televisivo analógico para o digital tem início no Brasil. A primeira cidade a ter seu sinal analógico desligado é Rio Verde, Goiás, em um apagão piloto. Porém, apenas as retransmissoras da Rede Vida e TV Canção Nova tem o seu sinal interrompido. |
| 15   | A TNT exibe a 58.ª edição do Grammy. |
| 17   | A Oi TV retoma a transmissão dos canais da Fox International Channels após as empresas firmarem um novo contrato. |
| 28   | A Rede Globo e a TNT exibem a 88.ª edição do Oscar. |

### Março
| Data | Evento |
| ---- | --- |
| 1.º  | Ocorre a segunda parte do apagão piloto de transição do sinal televisivo analógico para o digital em Rio Verde, Goiás. A TV Anhanguera Rio Verde e as retransmissoras da TV Serra Dourada, TV Sucesso e TV Goiânia tem o seu sinal analógico interrompido. |
| 7    | Na Rede Globo, o Globo Esporte ganha uma nova identidade visual. |
| 7    | O Grupo RBS anuncia a venda de suas operações de mídia no estado de Santa Catarina para o Grupo NC, o que inclui as seis emissoras da RBS TV instaladas em Florianópolis, Joinville, Blumenau, Criciúma, Chapecó e Joaçaba e a TVCOM.                      |
| 7    | Na Rede Globo, Maíra Charken passa a fazer dupla com Otaviano Costa e substitui Monica Iozzi no Vídeo Show. |

### Abril
| Data  | Evento |
| ----- | --- |
| 1.º   | O Discovery Kids renova seu pacote gráfico e estreia nova programação. |
| 1.º   | O TBS Brasil estreia nova identidade visual. |
| 14    | A Rede Globo e a Rede Bandeirantes transmitem o sorteio das chaves do torneio de futebol dos Jogos Olímpicos de Verão de 2016, direto do Rio de Janeiro. |
| 15    | A GVT TV é extinta pela Telefônica Brasil e sua base de clientes é fundida com a da Vivo TV. |
| 17    | As principais redes de televisão do Brasil transmitem a votação do processo de impeachment da presidente Dilma Rousseff, direto de Brasília, Distrito Federal. |
| 18    | Na Rede Globo, o Video Show estreia novo cenário. |
| 21—23 | O Multishow transmite ao vivo de Itu, São Paulo o Tomorrowland Brasil. |
| 25    | Na Rede Record, Geraldo Luís é suspenso temporariamente após tecer críticas contra a emissora no Domingo Show exibido em 17 de abril passado. Luiz Bacci, que estava cobrindo a suspensão de Geraldo, é definido como o novo apresentador do programa, deixando o comando do Balanço Geral para Tino Júnior. |

### Maio
| Data | Evento |
| ---- | --- |
| 2    | Na RedeTV!, o programa A Tarde é Sua estreia nova vinheta de abertura e cenário. |
| 3    | A Rede Bandeirantes abre mão da transmissão do Campeonato Brasileiro de Futebol de 2016 devido aos cortes de gastos, deixando apenas a Rede Globo na transmissão em televisão aberta.            |
| 6    | Na RedeTV!, Luciano Faccioli deixa a bancada do RedeTV! News. |
| 9    | O SBT passa a exibir seus telejornais nacionais em alta definição. |
| 9    | Na RedeTV!, o RedeTV! News e o TV Fama estreiam novas vinhetas de aberturas e grafismos. Sérgio Cursino assume a bancada do RedeTV! News ao lado de Amanda Klein, substituindo Luciano Faccioli. |
| 22   | Na Rede Record, Geraldo Luís retorna ao comando do programa Domingo Show após quatro semanas de suspensão. Luiz Bacci retorna ao comando do Balanço Geral.                                       |
| 22   | O SBT exibe a 52.ª edição do Troféu Imprensa. |
| 28   | Na Rede Record, o Legendários estreia novo pacote gráfico. |
| 28   | A Rede Bandeirantes promove a 61.ª edição do Miss São Paulo. |

### Junho
| Data    | Evento |
| ------- | --- |
| 2       | Na RedeTV!, Fábio Barretto assume interinamente o comando do Olha a Hora após o titular Luciano Faccioli ser suspenso pela emissora por reclamar da diminuição do tempo de arte do programa no ar. |
| 3—26    | A Rede Globo e o SporTV realizam a cobertura da Copa América Centenário. |
| 5       | No SBT, o Domingo Legal estreia novo cenário, vinheta de abertura e grafismos. |
| 10—10/7 | A Rede Bandeirantes, Rede Globo e SporTV realizam a cobertura do Campeonato Europeu de Futebol de 2016.                                                                                            |
| 16      | Na TV Cultura, o Cartão Verde passa a ser exibido às quintas. |
| 18 e 25 | As afiliadas do SBT na região Nordeste exibem o especial São João da Tradição. |
| 24—25   | A TV Globo Nordeste e as afiliadas da Rede Globo na região Nordeste exibem o especial São João do Nordeste.                                                                                        |
| 24—26   | A TV A Crítica transmite o Festival de Parintins 2016. |

### Julho
| Data  | Evento |
| ----- | --- |
| 2     | A TV Globo Nordeste e as afiliadas da Rede Globo na região Nordeste exibem o Festival de Quadrilhas Juninas do Nordeste 2016. |
| 2     | O SBT exibe o Nivea Viva Rock Brasil, realizado em São Paulo em 26 de junho.                                                  |
| 2     | A Rede Globo e a Unesco promovem a 31.ª edição do Criança Esperança.                                                          |
| 2     | As sessões de cinema da Rede Globo, com exceção da Sessão da Tarde e do Corujão, ganham novas vinhetas e logotipos.           |
| 3     | O Multishow transmite ao vivo de Goiânia, Goiás a 6.ª edição do VillaMix Festival.                                            |
| 15—17 | A TV Verdes Mares transmite ao vivo a Expocrato 2016 no Estação Verdes Mares.                                                 |
| 21—24 | A TV Verdes Mares transmite ao vivo o Fortal 2016 no Estação Verdes Mares.                                                    |
| 25    | Na Rede Globo, o Mais Você ganha uma nova vinheta de abertura e gráficos.                                                     |

### Agosto
| Data | Evento |
| ---- | --- |
| 3—21 | A Rede Globo, Rede Bandeirantes, Rede Record, Record News, ESPN, SporTV, BandSports e Fox Sports realizam a cobertura dos Jogos Olímpicos de Verão de 2016. |
| 5    | Na Rede Globo, Joaquim Lopes volta a fazer dupla com Otaviano Costa e substitui Maíra Charken no Vídeo Show. |
| 22   | Parte das emissoras da Rede Bandeirantes promovem debates eleitorais com os candidatos a prefeito nas Eleições 2016. |
| 26   | Início do horário eleitoral gratuito do 1.º turno das Eleições 2016. |
| 27   | O Multishow transmite ao vivo de Manaus, Amazonas o Amazônia Live: Rock in Rio. |
| 28   | Na Rede Globo, Alex Escobar e Glenda Kozlowski deixam a apresentação do Esporte Espetacular. |
| 30   | Na TV Globo Rio de Janeiro, Alex Escobar reestreia no lugar de Fernanda Gentil no Globo Esporte RJ. |
| 31   | Por 7 votos a 1, o Supremo Tribunal Federal derrubou a vinculação horária de exibição de programas de televisão aberta ao Sistema de Classificação Indicativa. Com isso, as redes e emissoras de televisão ficaram livres para agendar programas com classificação acima de "Livre" ou "Maiores de 10 anos" fora do horário compreendido entre 20h e 6h. |

### Setembro
| Data | Evento |
| ---- | --- |
| 4    | Na Rede Globo, Flávio Canto e Fernanda Gentil estreiam no lugar de Alex Escobar e Glenda Kozlowski no Esporte Espetacular. |
| 7—18 | A TV Brasil, TV Cultura e SporTV realizam a cobertura dos Jogos Paralímpicos de Verão de 2016.                             |
| 13   | Os canais do Esporte Interativo passam a ser disponibilizados na Sky.                                                      |
| 25   | Parte das emissoras da Rede Record promovem debates eleitorais com os candidatos a prefeito nas Eleições 2016.             |
| 27   | Parte das emissoras do SBT promovem debates eleitorais com os candidatos a prefeito nas Eleições 2016.                     |
| 29   | Término do horário eleitoral gratuito do 1.º turno das Eleições 2016.                                                      |
| 29   | As emissoras da Rede Globo promovem debates eleitorais com os candidatos a prefeito nas Eleições 2016.                     |
| 30   | Na Rede Bandeirantes, Boris Casoy deixa a bancada do Jornal da Noite, após ser contratado pela RedeTV!.                    |

### Outubro
| Data | Evento |
| ---- | --- |
| 1.º  | A Rede Bandeirantes promove a 62.ª edição do Miss Brasil.                                                                         |
| 3    | Na Rede Bandeirantes, Fábio Pannunzio assume a bancada do Jornal da Noite, substituindo Boris Casoy.                              |
| 7    | Parte das emissoras da Rede Bandeirantes promovem debates eleitorais com os candidatos a prefeito no 2.º turno das Eleições 2016. |
| 10   | A Record News estreia novos grafismos, logotipo e nova identidade visual.                                                         |
| 14   | Na RedeTV!, Sérgio Cursino deixa a bancada do RedeTV! News.                                                                       |
| 15   | Data limite para o início do horário eleitoral gratuito do 2.º turno (onde houver) das Eleições 2016.                             |
| 17   | Na RedeTV!, Boris Casoy assume a bancada do RedeTV! News ao lado de Amanda Klein, substituindo Sérgio Cursino.                    |
| 20   | A Nickelodeon transmite a 17.ª edição dos Meus Prêmios Nick.                                                                      |
| 23   | Parte das emissoras da Rede Record promovem debates eleitorais com os candidatos a prefeito no 2.º turno das Eleições 2016.       |
| 25   | O Multishow transmite a 23.ª edição do Prêmio Multishow de Música Brasileira.                                                     |
| 28   | Término do horário eleitoral gratuito do 2.º turno (onde houver) das Eleições 2016.                                               |
| 28   | As emissoras da Rede Globo promovem debates eleitorais com os candidatos a prefeito no 2.º turno das Eleições 2016.               |

### Novembro
| Data    | Evento |
| ------- | --- |
| 4—5     | O SBT promove a 19.ª edição do Teleton, em prol da AACD. |
| 17      | Transição do sinal televisivo analógico para o digital: A capital federal Brasília e as cidades goianas de Águas Lindas de Goiás, Cidade Ocidental, Cristalina, Formosa, Luziânia, Novo Gama, Planaltina, Santo Antônio do Descoberto e Valparaíso de Goiás no estado de Goiás tem o sinal analógico desligado. |
| 20      | A TNT exibe a 44.ª edição do American Music Awards. |
| 24      | A Rede Record estreia sua nova identidade visual e passa a se chamar RecordTV. |
| 29—3/12 | A maior parte das redes de televisão, além de canais de notícias e esportivos do Brasil, cancelam ou alteram parte de suas programações regulares para providenciar cobertura jornalística sobre o acidente aéreo que matou 71 membros da delegação que levava a Chapecoense para a disputa da final da Copa Sul-Americana de 2016 na Colômbia, bem como o velório das vítimas e sua repercussão. A cobertura prosseguiu sem grandes alterações nas programações depois de 3 de dezembro. |

### Dezembro
| Data  | Evento                                                                                        |
| ----- | --------------------------------------------------------------------------------------------- |
| 10—11 | O Multishow transmite ao vivo de Salvador, Bahia a 18.ª edição do Festival de Verão Salvador. |
| 11    | A TNT transmite a 22.ª edição dos prêmios Critics' Choice Movie Award.                        |
| 18    | A Rede Globo exibe no Domingão do Faustão a 21.ª edição do Melhores do Ano.                   |
| 18    | A TV Gazeta exibe a 13.ª edição Troféu Mesa Redonda.                                          |
| 19    | A TNT exibe a 22.ª edição do Victoria's Secret Fashion Show.                                  |
| 31    | A TV Gazeta e a Rede Globo exibem a 92.ª edição da Corrida Internacional de São Silvestre.    |
| 31    | As principais emissoras de TV transmitem o sorteio da Mega da Virada.                         |

## Programas

### Janeiro
- 1.º de janeiro — Termina a 2.ª temporada do The Noite com Danilo Gentili no SBT.
- 3 de janeiro — Estreia da 1.ª temporada de The Voice Kids na Rede Globo.[8][53][54]
- 4 de janeiro
  - Estreia Carrossel em desenho animado no SBT.[55]
  - Estreia Homem Cueca na Rede Bandeirantes.[56][57]
  - Estreia da 2.ª temporada de Conselho Tutelar na Rede Record.[2][58]
  - Estreia Ligações Perigosas na Rede Globo.[8][2][59]
- 5 de janeiro
  - Estreia Houdini na Rede Globo.[8][2]
  - Estreia da 3.ª temporada de Under the Dome - Prisão Invisível na Rede Globo.[8][2]
- 7 de janeiro — Estreia da 2.ª temporada de How to Get Away with Murder no Canal Sony.[2]
- 8 de janeiro
  - Termina Houdini na Rede Globo.
  - Termina a 2.ª temporada de Conselho Tutelar na Rede Record.
- 9 de janeiro — Estreia É Hoje na NordesTV.[60]
- 11 de janeiro
  - Reestreia José do Egito na Rede Record.[61]
  - Reestreia Bates Motel na Rede Record.
- 12 de janeiro
  - Estreia Alemão: Os Dois Lados do Complexo na Rede Globo.[8][2][54]
  - Reestreia Troca de Família - Melhores Momentos na Rede Record.
- 15 de janeiro
  - Termina Além do Tempo na Rede Globo.[62]
  - Termina Ligações Perigosas na Rede Globo.
  - Termina Alemão: Os Dois Lados do Complexo na Rede Globo.
- 16 de janeiro — Termina a 1.ª temporada do Zorra na Rede Globo.[8]
- 18 de janeiro
  - Estreia Arena na TV Alagoas.[63]
  - Estreia Êta Mundo Bom! na Rede Globo.[8]
- 19 de janeiro
  - Estreia da 16.ª temporada de Big Brother Brasil na Rede Globo.[8][64]
  - Estreia da 3.ª temporada de Tá no Ar: a TV na TV na Rede Globo.[8][65][66]
- 20 de janeiro — Termina a 3.ª temporada de Under the Dome - Prisão Invisível na Rede Globo.
- 21 de janeiro
  - Estreia da 5.ª temporada de Pé na Cova na Rede Globo.[8]
  - Estreia da 4.ª temporada de Homeland - Segurança Nacional na Rede Globo.[67][68]
- 23 de janeiro — Estreia da 9.ª temporada de Amor & Sexo na Rede Globo.[8][54][69][70]
- 24 de janeiro
  - Termina a 1.ª temporada da Escolinha do Professor Raimundo na Rede Globo.
- 28 de janeiro — Estreia No Limite no Viva.[71]
- 30 de janeiro — Termina a 3.ª temporada de Hell's Kitchen: Cozinha sob Pressão no SBT.[72]
- 31 de janeiro
  - Reestreia Pra Ganhar É Só Rodar no SBT.[73]
  - Estreia da 5.ª temporada de Pânico na Band na Rede Bandeirantes.[74]

### Fevereiro
- 1.º de fevereiro — Reestreia Caldeirão da Sorte no SBT.
- 3 de fevereiro — Estreia da 2.ª temporada do Gugu na Rede Record.[75]
- 4 de fevereiro — Estreia da 4.ª temporada de Homeland - Segurança Nacional na Rede Globo.[76]
- 6 de fevereiro — O SBT reprisa o especial A Mansão Bem Assombrada, exibido originalmente no dia 29 de dezembro de 2015.
- 13 de fevereiro
  - Estreia da 1.ª temporada de BBQ Brasil: Churrasco na Brasa no SBT.[77]
  - Termina Fera Ferida no Viva.
- 14 de fevereiro
  - Estreia da 2.ª temporada de Planeta Extremo na Rede Globo.[69][78]
  - Termina Roberto Justus + na Rede Record.[79]
- 15 de fevereiro
  - Estreia Laços de Família no Viva.[80]
  - Estreia Agenda Proibida na Rede Globo.[81]
- 16 de fevereiro — Estreia Terminadores na Rede Bandeirantes.[82]
- 18 de fevereiro — Estreia Terminadores na TNT.[82]
- 19 de fevereiro
  - Termina Maria do Bairro no SBT.
  - Estreia da temporada 2016 do Globo Repórter na Rede Globo.[83]
- 25 de fevereiro — Termina Despedida de Solteiro no Viva.
- 29 de fevereiro
  - Estreia Meu Coração é Teu no SBT.[84]
  - Estreia Mulheres de Areia no Viva.[85]

### Março
- 4 de março
  - Termina A Dona no SBT.
  - Estreia Estação Plural na TV Brasil.[86]
- 7 de março
  - Reestreia Sansão e Dalila na Rede Record.[87]
  - Termina José do Egito na Rede Record.
  - Estreia da 3.ª temporada de The Noite com Danilo Gentili no SBT.[88]
- 8 de março — Termina Terminadores na Rede Bandeirantes.
- 9 de março — Estreia da 2.ª temporada de Lili, a Ex no GNT.[89]
- 10 de março — Termina Terminadores na TNT.
- 11 de março
  - Termina A Regra do Jogo na Rede Globo.[90]
  - Termina a 1.ª temporada de Lista Negra na Rede Globo.
- 13 de março — Termina Chega Mais na RedeTV!.
- 14 de março — Estreia Velho Chico na Rede Globo.[90]
- 15 de março — Estreia da 3.ª temporada de MasterChef na Rede Bandeirantes.[91]
- 16 de março — Estreia Palavras Cruzadas na TV Brasil.[92]
- 18 de março — Termina Agenda Proibida na Rede Globo.[81]
- 19 de março — Termina Cambalacho no Viva.
- 20 de março — Estreia Conexão Models na RedeTV!.[93]
- 21 de março
  - Reestreia Meu Bem, Meu Mal no Viva.[94]
  - Estreia Perception: Truques da Mente na Rede Globo.[95]
- 25 de março — Termina Carrossel Animado no SBT.[96]
- 26 de março — Estreia Corre e Costura com Alexandre Herchcovitch no Fox Life.[97]
- 27 de março — Termina a 1.ª temporada de The Voice Kids na Rede Globo.[54][98]
- 28 de março
  - Estreia Primeiro Impacto no SBT.[99][100][101]
  - Reestreia A Mentira no SBT.[102]
  - Estreia Abismo de Paixão no SBT.[103]
  - Reestreia Anjo Mau no Vale a Pena Ver de Novo na Rede Globo.[104]
  - Estreia Sila: Prisioneira do Amor na Rede Bandeirantes.[105]
  - Estreia Planet's Got Talent no Viva.[106]
  - Estreia da 16.ª temporada do Programa do Jô na Rede Globo.[107][108]

### Abril
- 1.º de abril
  - Termina Caminho das Índias no Vale a Pena Ver de Novo na Rede Globo.
  - Termina Sansão e Dalila na Rede Record.
- 2 de abril
  - Termina Força-Tarefa no Viva.
  - Termina a 9.ª temporada de Amor & Sexo na Rede Globo.[69]
  - Estreia Sullivan & Son no SBT.
- 4 de abril — Estreia da 2.ª temporada de Os Dez Mandamentos na Rede Record.[109][110]
- 5 de abril
  - Termina a 16.ª temporada de Big Brother Brasil na Rede Globo.[64]
  - Termina a 3.ª temporada de Tá no Ar: a TV na TV na Rede Globo.[65]
  - Termina Bates Motel na Rede Record.
- 6 de abril
  - Termina Fatmagul: A Força do Amor no Rede Bandeirantes.
  - Estreia Muito Além do Medo na PlayTV.
  - Estreia a temporada 2016 do Profissão Repórter na Rede Globo.[111]
- 7 de abril
  - Estreia Multi Tom no Multishow.[112]
  - Estreia A Pergunta Que Não Quer Calar no Multishow.[113]
  - Estreia da 2.ª temporada de Chapa Quente na Rede Globo.[114]
  - Termina a 5.ª temporada de Pé na Cova na Rede Globo.
  - Termina Grimm na Rede Record.
- 8 de abril — Termina Perception: Truques da Mente na Rede Globo.
- 9 de abril
  - Termina Vida e Saúde na RBS TV.[115]
  - Estreia da 2.ª temporada de Zorra na Rede Globo.
- 10 de abril
  - Estreia da 3.ª temporada de Superstar na Rede Globo.[116][117]
  - Termina a 2.ª temporada de Planeta Extremo na Rede Globo.[69][78]
- 11 de abril
  - Termina Teresa no SBT.
  - Estreia Liberdade, Liberdade na Rede Globo.[118][119][120]
  - Estreia da 1.ª temporada de Shades of Blue - Segredos Policiais na Rede Record.
  - Reestreia a 1.ª temporada de Agents da S.H.I.E.L.D. na Rede Globo.
- 12 de abril
  - Estreia da 3.ª temporada de Música Boa Ao Vivo no Multishow.[121]
  - Estreia da 2.ª temporada de Mister Brau na Rede Globo.[114][122]
  - Estreia da 1.ª temporada de Power Couple na Rede Record.[123]
- 13 de abril — Estreia Tempero Secreto no GNT.[124]
- 16 de abril — Termina I Love Lucy no SBT.
- 23 de abril
  - Estreia Guerra e Paz no Viva.[125]
  - Estreia How to Rock no SBT.[126]
- 24 de abril — Estreia da 3.ª temporada de O Negócio na HBO Brasil.[127]
- 25 de abril
  - Reestreia Carrossel Animado no SBT.[128]
  - A TV Cultura reprisa o especial Faro 80, exibido originalmente em junho de 2007, em homenagem a Fernando Faro, falecido no dia anterior.[129]
- 27 de abril
  - Estreia Shakespeare Revelado na TV Cultura.[130]
  - Estreia Planeta Dinossauro na TV Cultura.[130]

### Maio
- 1.º de maio — A TV Cultura exibe o Baixo - Especial Fernando Faro.[131]
- 2 de maio
  - Reestreia Amor e Intrigas na Rede Record.[132]
  - Termina a 1.ª temporada de Shades of Blue - Segredos Policiais na Rede Record.
- 3 de maio — Estreia Defiance na Rede Record.
- 4 de maio — Estreia Conexão com Zé Américo na CNT.[133]
- 6 de maio
  - Termina Você na TV na RedeTV!.
  - Termina Good News na RedeTV!.
  - Termina a 1.ª temporada de Agentes da S.H.I.E.L.D. na Rede Globo.
- 8 de maio
  - Termina Gol: O Grande Momento do Futebol na Rede Bandeirantes.
  - Estreia Plantão Animal na RedeTV!.[134]
- 9 de maio
  - Estreia Tá Sabendo? na RedeTV!.[134][135]
  - Estreia Tudo de Bom na TV Difusora.[carece de fontes?]
  - Estreia Olha a Hora na RedeTV!.[134][136]
  - Estreia Tá Rindo do Quê? no Multishow.[137]
  - Estreia da 3.ª temporada de Tudo pela Audiência no Multishow.[138]
  - Estreia Tirano - Poder sem Limites na Rede Globo.
- 13 de maio — Estreia Sherlock na TV Cultura.[139][140]
- 14 de maio — Termina a 1.ª temporada de BBQ Brasil: Churrasco na Brasa no SBT.
- 16 de maio — Estreia Mar de Amor no SBT.[141][142]
- 17 de maio — Estreia Bate & Volta na Rede Bandeirantes.[143]
- 21 de maio — Estreia da 2.ª temporada de Bake Off Brasil - Mão na Massa no SBT.[144]
- 23 de maio — Termina Defiance na Rede Record.
- 24 de maio — Estreia da 1.ª temporada de Mr. Robot na Rede Record.
- 25 de maio — Estreia O Mundo de Jacquin no Fox Life.[145]
- 30 de maio — Termina Totalmente Demais na Rede Globo.
- 31 de maio
  - Termina Cuidado com o Anjo no SBT.
  - Estreia Haja Coração na Rede Globo.[146]
  - Estreia Escrava Mãe na Rede Record.[147][148]
  - Estreia TV Mulher no Viva.[149]

### Junho
- 3 de junho
  - Termina Tirano - Poder sem Limites na Rede Globo.
  - Termina a 2.ª temporada de Lili, a Ex no GNT.
- 5 de junho — Estreia João Kléber Show na RedeTV!.[150][151]
- 6 de junho
  - Estreia da 1.ª temporada de Agente Carter na Rede Globo.[152]
  - Estreia da 13.ª temporada de Uma Família da Pesada na Rede Globo.[152]
  - Reestreia da 3.ª temporada de The Walking Dead na Rede Bandeirantes.[151]
- 8 de junho — Termina a 1.ª temporada de Mr. Robot na Rede Record.
- 9 de junho — Estreia da 1.ª temporada de Chicago Med na Rede Record.
- 14 de junho — Estreia House of Cards na TV Cultura.[153]
- 15 de junho — Reestreia Downton Abbey na TV Cultura.[154]
- 20 de junho — Estreia Projeto Intelligence na Rede Globo.
- 21 de junho — Termina a 1.ª temporada de Power Couple na Rede Record.
- 26 de junho
  - Termina a 3.ª temporada de Superstar na Rede Globo.[120][155]
- 28 de junho — Estreia Batalha dos Cozinheiros na Rede Record.[156]
- 30 de junho — Termina Repórter Record Investigação na Rede Record.[157]

### Julho
- 1.º de julho — Termina Projeto Intelligence na Rede Globo.
- 4 de julho
  - Estreia da 2.ª temporada de Agentes da S.H.I.E.L.D. na Rede Globo.[158]
  - Termina a 2.ª temporada de Os Dez Mandamentos na Rede Record.
- 5 de julho
  - Estreia A Terra Prometida na Rede Record.[159]
  - Termina House of Cards na TV Cultura.
- 8 de julho — A Rede Globo exibe no Corujão o filme Bela Donna, em homenagem à Guilherme Karam, falecido um dia antes.
- 9 de julho
  - Estreia Resenha na TV Difusora.[160]
  - Estreia Interferência Hallyu na PlayTV.
- 10 de julho — Estreia da 1.ª temporada de Tamanho Família na Rede Globo.[161]
- 11 de julho
  - Estreia Globo de Ouro - Palco Viva Samba no Viva.[162]
  - Termina a 1.ª temporada de Chicago Med na Rede Record.
- 12 de julho — Estreia Heroes: Reborn na Rede Record.
- 13 de julho
  - Estreia da 1.ª temporada de A Garota da Moto no SBT.[163]
  - Estreia da 1.ª temporada de Zorra Total no Viva.[164]
- 15 de julho
  - Termina A Mentira no SBT.
  - Termina Globo de Ouro - Palco Viva Samba no Viva.
- 16 de julho — A Rede Globo exibe no Supercine o filme Meu Amigo Hindu, em homenagem à Hector Babenco, falecido em 13 de julho.[165]
- 17 de julho — Termina a 3.ª temporada de O Negócio na HBO Brasil.
- 18 de julho — Estreia Bunka Pop na PlayTV.
- 22 de julho — Estreia Rumos Música Coletivo na PlayTV.
- 25 de julho — Estreia Xilindró no Multishow.
- 29 de julho — Termina a 2.ª temporada de Agentes da S.H.I.E.L.D. na Rede Globo.

### Agosto
- 1.º de agosto — Estreia Fofocando no SBT.[166][167]
- 2 de agosto
  - Termina a 23.ª temporada de Malhação na Rede Globo.
  - Termina Olha a Hora na RedeTV!.[168]
  - Termina a 2.ª temporada de Mister Brau na Rede Globo.
  - Termina Heroes: Reborn na Rede Record.
  - Termina Bate & Volta na Rede Bandeirantes.
- 4 de agosto
  - Termina a 2.ª temporada de Chapa Quente na Rede Globo.
  - Termina Liberdade, Liberdade na Rede Globo.[120][155]
- 7 de agosto — Estreia a 2.ª temporada de Show do Kibe no TBS Brasil.[169]
- 8 de agosto — Estreia Sem Rodeios na RedeTV!.[170]
- 13 de agosto — Estreia Hackers na PlayTV.
- 14 de agosto — Estreia Revolução no SBT.[171]
- 15 de agosto — Estreia A Gata no SBT.[172][173]
- 16 de agosto — Termina Doctor Who na TV Cultura.
- 17 de agosto
  - Estreia  The Following no SBT.[174]
  - Estreia Melhores Contos de Grimm e Andersen na TV Cultura.
  - Termina a 1.ª temporada de A Garota da Moto no SBT.
- 19 de agosto — Termina Xilindró no Multishow.
- 20 de agosto — Termina Guerra e Paz no Viva.
- 22 de agosto
  - Estreia da 24.ª temporada de Malhação na Rede Globo.[175]
  - Estreia da 1.ª temporada de Justiça na Rede Globo.
  - Estreia da 1.ª temporada de Plantão Noturno na Rede Globo.
  - Estreia E Aí... Comeu? no Multishow.[176]
  - Estreia O Estranho Show de Renatinho no Multishow.[177]
- 23 de agosto
  - Estreia Entubados no Canal Sony.[178]
  - Termina a 3.ª temporada de MasterChef na Rede Bandeirantes.[179]
  - A Rede Globo reprisa o especial Por Toda Minha Vida sobre o cantor Leandro.[180]
- 24 de agosto — Estreia da 1.ª temporada do Programa do Porchat na Rede Record.[181][182]
- 25 de agosto
  - Estreia Programa do Porchat no TBS.
  - Estreia da 1.ª temporada de Adnight na Rede Globo.[183]
- 26 de agosto
  - Termina Êta Mundo Bom! na Rede Globo.
  - Estreia da 4.ª temporada do Fazendo a Festa no GNT.
- 27 de agosto
  - Estreia Corre e Costura com Alexandre Herchcovitch no SBT.[184]
  - Termina a 2.ª temporada de Bake Off Brasil - Mão na Massa no SBT.
  - A TV Globo São Paulo reprisa o episódio "Os Atravessadores do Samba" da série Os Experientes, em homenagem a Goulart de Andrade, falecido em 23 de agosto.
- 29 de agosto
  - Estreia Sol Nascente na Rede Globo.[185]
  - Termina Meu Coração é Teu no SBT.
  - Estreia X Factor na Rede Bandeirantes.[186]
- 30 de agosto
  - Estreia X Factor na TNT.
  - A Rede Globo reprisa o especial Por Toda Minha Vida sobre o cantor Renato Russo.[180]

### Setembro
- 3 de setembro
  - Estreia Parque Patati Patatá no SBT.[187]
  - Estreia da 4.ª temporada de Hell's Kitchen: Cozinha sob Pressão no SBT.
- 4 de setembro — Estreia Programa com Bial no GNT.[188]
- 7 de setembro — Termina E Aí, Comeu? no Multishow.
- 9 de setembro — Termina Okay Pessoal!!! no SBT.[189]
- 12 de setembro
  - Estreia Bom Dia Guará na TV Guará.[190]
  - Reestreia Chiquititas no SBT.[191]
  - Estreia da 2.ª temporada da Escolinha do Professor Raimundo no Viva.[192]
- 13 de setembro — Termina Carrossel no SBT.
- 16 de setembro
  - Termina Rumos Música Coletivo na PlayTV.
  - Termina O Estranho Show de Renatinho no Multishow.
  - Termina Plantão Noturno na Rede Globo.
- 17 de setembro — Termina Todo Mundo Odeia o Chris na Rede Record.
- 19 de setembro
  - Reestreia Vidas em Jogo na Rede Record.
  - Reestreia Cheias de Charme no Vale a Pena Ver de Novo na Rede Globo.[193]
  - Estreia da 5.ª temporada de Castle na Rede Globo.[194]
- 20 de setembro
  - Estreia SBT Notícias no SBT.[195]
  - Estreia Supermax na Rede Globo.[196]
- 23 de setembro
  - Termina Anjo Mau no Vale a Pena Ver de Novo na Rede Globo.
  - Termina a 2.ª temporada da Escolinha do Professor Raimundo no Viva.
  - Termina a 1.ª temporada de Justiça na Rede Globo.
- 24 de setembro — Reestreia Pica-Pau na Rede Record.
- 26 de setembro — Termina a 11.ª temporada de Malhação no Viva.
- 27 de setembro
  - Reestreia da 12.ª temporada de Malhação no Viva.
  - Termina Chamas da Vida na Rede Record.
  - Estreia Nada Será Como Antes na Rede Globo.[197]
  - Termina a 1.ª temporada de Batalha dos Cozinheiros na Rede Record.
- 30 de setembro
  - Termina Velho Chico na Rede Globo.
  - Estreia da 2.ª temporada de Lista Negra na Rede Globo.

### Outubro
- 2 de outubro — Estreia da 2.ª temporada de Magnífica 70 na HBO Brasil.[198]
- 3 de outubro
  - Estreia Lágrimas de Amor no SBT.[199][200]
  - Estreia da 2.ª temporada de Rainha da Cocada no GNT.
  - Estreia A Lei do Amor na Rede Globo.[201]
- 4 de outubro
  - Estreia da 1.ª temporada de MasterChef Profissionais na Rede Bandeirantes.[202][203]
  - Estreia A Bíblia - Nova Temporada na Rede Record.
- 5 de outubro — Estreia da 5.ª temporada de The Voice Brasil na Rede Globo.[204][205]
- 7 de outubro
  - Termina Sem Rodeios na RedeTV!.[170]
  - Termina RJ Notícias na RedeTV! Rio de Janeiro.[170]
  - Termina Notícias de Minas na RedeTV! Belo Horizonte.[170]
- 8 de outubro
  - A TV Globo São Paulo e o Esporte Interativo transmitem o amistoso entre Santos e Benfica por ocasião dos 100 anos da Vila Belmiro.[206]
  - Termina Meu Bem, Meu Mal no Viva.
- 9 de outubro
  - Termina a 1.ª temporada de Tamanho Família na Rede Globo.
  - Estreia Novela - 65 anos de Emoções na TV Cultura.[207][208]
- 10 de outubro
  - Reestreia Torre de Babel no Viva.[209]
  - Termina TV Mulher no Viva.
  - Termina Cidade Ocupada na TV Gazeta.[210]
- 11 de outubro — Termina A Máquina na TV Gazeta.[210]
- 12 de outubro — Termina A Noite Convida na TV Gazeta.[210]
- 13 de outubro
  - Estreia Shark Tank Brasil: Negociando com Tubarões no Canal Sony.[211]
  - Termina Hoje Tem na TV Gazeta.[210]
- 14 de outubro
  - Termina 5 Discos na TV Gazeta.[210]
  - Termina a 5.ª temporada de Castle na Rede Globo.
- 15 de outubro
  - Termina Hackers na PlayTV.
  - Termina Corre & Costura no SBT.
  - Termina Laços de Família no Viva.
- 16 de outubro
  - Estreia da 2.ª temporada da Escolinha do Professor Raimundo na Rede Globo.[212]
  - Estreia da 5.ª temporada do Esquenta! na Rede Globo.[213]
  - Termina Plantão Animal na RedeTV!.[214]
  - Termina Programa Ênio Carlos na TV Diário.
  - Termina Vem Comigo na TV Gazeta.[215]
- 17 de outubro
  - Estreia Contos Mágicos na TV Cultura.
  - Termina Abismo de Paixão no SBT.
  - Estreia Pai Herói no Viva.[209][216]
  - Estreia Segredos e Mentiras na Rede Globo.
- 18 de outubro — Termina a 3.ª temporada do Música Boa Ao Vivo no Multishow.[217]
- 22 de outubro
  - Estreia Duelo de Mães no SBT.[218]
  - Estreia Zero1 na Rede Globo.[219]
  - Termina Mulheres de Areia no Viva.
- 23 de outubro — Estreia Desafio Celebridades no Discovery Channel.
- 24 de outubro
  - Reestreia Inglês com Música na TV Cultura.
  - Estreia Força de Elite na PlayTV.
  - Estreia A Gata Comeu no Viva.[209]
- 25 de outubro — Reestreiam Pipocando e Os Amargos na PlayTV.
- 28 de outubro — Estreia Vídeos Impactantes na RedeTV!.[220]
- 31 de outubro
  - Estreia Senpai TV na Rede Brasil de Televisão.
  - Reestreia da 3.ª temporada de Revenge na Rede Globo.

### Novembro
- 6 de novembro — Termina Vida de Atleta na TV Gazeta.
- 7 de novembro
  - Reestreia A Usurpadora no SBT.[221]
  - Estreia de Ezel na Rede Bandeirantes.[222][223]
- 8 de novembro — Termina Haja Coração na Rede Globo.
- 9 de novembro — Estreia Rock Story na Rede Globo.[224]
- 16 de novembro — Estreia Querida Inimiga no SBT.[225]
- 18 de novembro
  - Termina Carrossel Animado no SBT.
  - Termina Sila: Prisioneira do Amor na Rede Bandeirantes.
- 21 de novembro
  - Termina Mar de Amor no SBT.
  - Estreia Carinha de Anjo no SBT.[226]
  - Estreia Lucia McCartney no GNT.[227]
- 23 de novembro — Termina X Factor na Rede Bandeirantes.
- 24 de novembro — Termina X Factor na TNT.
- 25 de novembro — Termina a 3.ª temporada de Revenge na Rede Globo.
- 27 de novembro — Termina Novela - 65 anos de Emoções na TV Cultura.
- 28 de novembro — Estreia Escândalos: Os Bastidores do Poder na Rede Globo.
- 29 de novembro — Termina A Bíblia - Nova Temporada na RecordTV.
- 30 de novembro — Termina Bom Dia Bahia na TV Aratu.[228]

### Dezembro
- 1.º de dezembro — Termina a 1.ª temporada de Adnight na Rede Globo.[229]
- 2 de dezembro — Termina Escândalos: Os Bastidores do Poder na Rede Globo.
- 4 de dezembro — Termina a 2.ª temporada de Magnífica 70 na HBO Brasil.
- 5 de dezembro — Reestreia da 1.ª temporada de Flash na Rede Globo.
- 6 de dezembro — A TV Cultura exibe o especial Trajetória, em homenagem a Ferreira Gullar, falecido dois dias antes.
- 13 de dezembro
  - Termina Cúmplices de um Resgate no SBT.
  - O SBT exibe o especial O Show Cúmplices de Um Resgate.
  - Termina Supermax na Rede Globo.
- 14 de dezembro
  - A Rede Globo exibe a 2.ª edição do especial Festeja Brasil.
  - Termina a temporada 2016 do Profissão Repórter na Rede Globo.
  - A TV Cultura exibe o documentário Dom Paulo, Coragem e Fé, em homenagem a Dom Paulo Evaristo Arns que faleceu no mesmo dia.
- 15 de dezembro — Termina Mok na PlayTV.
- 16 de dezembro
  - Termina a temporada 2016 do Globo Repórter na Rede Globo.
  - Termina a 16.ª temporada do Programa do Jô na Rede Globo.[230]
- 17 de dezembro — Termina a 4.ª temporada de Hell's Kitchen: Cozinha sob Pressão no SBT.
- 18 de dezembro
  - Estreia da 1.ª temporada de A Cara do Pai na Rede Globo.[52]
  - Termina Semana do Jô no GNT.
- 19 de dezembro
  - Estreia Maggie e Bianca: Fashion Friends na TV Cultura.
  - Reestreia Vila Sésamo na TV Cultura e TV Brasil.
  - A Rede Bandeirantes exibe o especial X Factor - Melhores Momentos.
- 20 de dezembro
  - Termina Nada Será Como Antes na Rede Globo.
  - A RecordTV exibe a primeira parte do especial Família Record.
  - A Rede Bandeirantes exibe o especial MasterChef Profissionais - A Reunião.
- 21 de dezembro — A Rede Globo exibe o especial Um Sonho de Ouro.
- 22 de dezembro — A RecordTV exibe a segunda parte do especial Família Record.
- 23 de dezembro
  - O SBT exibe o sorteio especial de Natal do Baú da Felicidade Jequiti.
  - A Rede Globo exibe o especial Simplesmente Roberto Carlos.
- 24 de dezembro — A Rede Globo, TV Cultura, Rede Vida, Rede Século 21, TV Aparecida e TV Canção Nova transmitem a Missa do Galo.
- 25 de dezembro
  - Termina Desafio Celebridades no Discovery Channel.
  - A TV Gazeta exibe sua Retrospectiva 2016.
  - A TV Cultura reprisa o especial Cauby Canta Sinatra.
  - O SBT exibe sua Retrospectiva 2016.
- 26 de dezembro
  - Termina a 1.ª temporada do Bunka Pop na PlayTV.
  - A RecordTV exibe o especial Adele.
- 27 de dezembro
  - A Rede Globo exibe a primeira parte do especial Terra do Nunca.
  - A RecordTV exibe a Retrospectiva dos Famosos 2016.
  - Termina a 1.ª temporada do Programa do Porchat na RecordTV.
- 28 de dezembro
  - A Rede Globo exibe a segunda parte do especial Terra do Nunca.
  - Termina a 2.ª temporada do Gugu na RecordTV.
- 29 de dezembro
  - Termina a 5.ª temporada de The Voice Brasil na Rede Globo.
  - A RecordTV exibe sua Retrospectiva 2016.
  - A RedeTV! exibe sua Retrospectiva 2016.
- 30 de dezembro
  - Termina Primeiro Impacto no SBT.[231]
  - Termina Hora de Brincar na Rede Vida.
  - A Rede Globo exibe sua Retrospectiva 2016.
  - O SBT reprisa o especial O Show Cúmplices de Um Resgate, exibido originalmente no dia 13 de dezembro de 2016.
  - Termina a 3.ª temporada do The Noite com Danilo Gentili no SBT.
  - Termina Jornal do SBT no SBT.[231]
- 31 de dezembro
  - Termina Duelo de Mães no SBT.
  - A TV Cultura exibe a sua Retrospectiva 2016.
  - A Rede Globo exibe o Show da Virada.

### Lançamentos viaplataforma sob demanda
- 25 de novembro — Estreia da 1.ª temporada de 3% na Netflix.[232]

## Emissoras e plataformas

### Fundações
| Data            | Emissora              | Cidade, UF                       | Notas | Ref.                |
| --------------- | --------------------- | -------------------------------- | --- | ------------------- |
| 1.º de janeiro  | Cine+                 | Campo Grande, Mato Grosso do Sul | Canal de televisão via satélite pertencente ao Sistema Brasileiro do Agronegócio                         | [carece de fontes?] |
| 13 de fevereiro | Fox 1                 | São Paulo, SP                    | Canais premium lançados pela Fox International Channels, juntamente com a plataforma sob demanda Fox +   | [ 233 ]             |
| 13 de fevereiro | Fox Action            | São Paulo, SP                    | Canais premium lançados pela Fox International Channels, juntamente com a plataforma sob demanda Fox +   | [ 233 ]             |
| 24 de março     | ESPN Extra            | São Paulo, SP                    | Canal complementar à ESPN Brasil, pertencente a The Walt Disney Company e Hearst Corporation             | [ 234 ]             |
| 1.º de abril    | TV Integração Uberaba | Uberaba, Minas Gerais            | Quinta emissora criada pela Rede Integração, baseada em Uberlândia, Minas Gerais e afiliada à Rede Globo | [ 235 ]             |
| 22 de agosto    | CNT Rio Grande do Sul | Caxias do Sul, Rio Grande do Sul | Sexta emissora própria da Central Nacional de Televisão                                                  | [ 236 ]             |
| 14 de dezembro  | Prime Video           | —                                | Plataforma de streaming e vídeo sob demanda, pertencente a Amazon                                        | [ 237 ]             |

### Extinções
| Data           | Emissora              | Cidade, UF                      | Notas | Ref.                |
| -------------- | --------------------- | ------------------------------- | --- | ------------------- |
| 5 de abril     | Glitz*                | São Paulo, SP                   | O sinal foi encerrado em definitivo na NET e Claro TV | [ 238 ]             |
| 22 de setembro | OCTO                  | Porto Alegre, Rio Grande do Sul | O Grupo RBS anunciou o fim das operações do canal, após estudo realizado entre público e mercado. Em nota enviada à imprensa, o grupo afirma que "entendeu que não faria sentido concentrar investimentos em um novo projeto com prazo determinado para conclusão e sem possibilidade de ganho de qualidade", pois a concessão do canal vence em três anos e não há possibilidade de sua digitalização. O canal passou a dar repises e logo depois o sinal foi interrompida na NET, no dia 30 de novembro | [ 239 ]             |
| 30 de setembro | TV Mirante Açailândia | Açailândia, Maranhão            | A emissora encerrou suas operações após um ano retransmitindo a programação gerada pela TV Mirante Imperatriz, da qual passou a ser sucursal por decisão do Grupo Mirante | [carece de fontes?] |

### Rebrandings
| Data           | Emissora                        | Cidade, UF                            | Notas                                                           | Ref.                |
| -------------- | ------------------------------- | ------------------------------------- | --------------------------------------------------------------- | ------------------- |
| 4 de fevereiro | TV Rondon Cuiabá                | Cuiabá, Mato Grosso                   | Passa a se chamar SBT Cuiabá                                    | [carece de fontes?] |
| 4 de fevereiro | TV Rondon Rondonópolis          | Rondonópolis, Mato Grosso             | Passa a se chamar SBT Rondonópolis                              | [carece de fontes?] |
| 4 de fevereiro | TV Cidade                       | Sinop, Mato Grosso                    | Passa a se chamar SBT Sinop                                     | [carece de fontes?] |
| 14 de março    | TV Clube                        | João Pessoa, Paraíba                  | Passa a se chamar TV Manaíra                                    | [ 240 ]             |
| 1.º de abril   | TV Centro América Sinop         | Sinop, Mato Grosso                    | Passa a se chamar TV Centro América Norte                       | [carece de fontes?] |
| 9 de junho     | TV Alagoas                      | Maceió, Alagoas                       | Passa a se chamar TV Ponta Verde                                | [ 241 ]             |
| 5 de setembro  | TV Guanandi                     | Campo Grande, Mato Grosso do Sul      | Passa a se chamar TV Interativa                                 | [carece de fontes?] |
| 24 de novembro | Rede Record TV Record São Paulo | São Paulo, SP                         | Passa a se chamar RecordTV Passa a se chamar RecordTV São Paulo | [ 51 ]              |
| 24 de novembro | TV Record Interior              | Franca, São Paulo                     | Passa a se chamar RecordTV Interior SP                          | [ 51 ]              |
| 24 de novembro | TV Record Litoral/Vale          | Santos, São Paulo                     | Passa a se chamar RecordTV Litoral/Vale                         | [ 51 ]              |
| 24 de novembro | TV Record Rio Preto             | São José do Rio Preto, São Paulo      | Passa a se chamar RecordTV Rio Preto                            | [ 51 ]              |
| 24 de novembro | TV Record Paulista              | Bauru, São Paulo                      | Passa a se chamar RecordTV Paulista                             | [ 51 ]              |
| 24 de novembro | TV Record Rio de Janeiro        | Rio de Janeiro, RJ                    | Passa a se chamar RecordTV Rio                                  | [ 51 ]              |
| 24 de novembro | TV Record Norte Fluminense      | Campos dos Goytacazes, Rio de Janeiro | Passa a se chamar RecordTV Interior RJ                          | [ 51 ]              |
| 24 de novembro | TV Record Brasília              | Brasília, Distrito Federal            | Passa a se chamar RecordTV Brasília                             | [ 51 ]              |
| 24 de novembro | TV Record Minas                 | Belo Horizonte, Minas Gerais          | Passa a se chamar RecordTV Minas                                | [ 51 ]              |
| 24 de novembro | TV Record Goiás                 | Goiânia, Goiás                        | Passa a se chamar RecordTV Goiás                                | [ 51 ]              |
| 24 de novembro | TV Record Rio Grande do Sul     | Porto Alegre, Rio Grande do Sul       | Passa a se chamar RecordTV RS                                   | [ 51 ]              |
| 24 de novembro | TV Record Bahia                 | Salvador, Bahia                       | Passa a se chamar RecordTV Itapoan                              | [ 51 ]              |
| 24 de novembro | TV Record Cabrália              | Itabuna, Bahia                        | Passa a se chamar RecordTV Cabrália                             | [ 51 ]              |
| 24 de novembro | TV Record Belém                 | Belém, Pará                           | Passa a se chamar RecordTV Belém                                | [ 51 ]              |
| 24 de novembro | TV Record Cuiabá                | Cuiabá, Mato Grosso                   | Passa a se chamar RecordTV Cuiabá                               | [ 51 ]              |
| 24 de novembro | TV Record Tocantins             | Palmas, Tocantins                     | Passa a se chamar RecordTV Tocantins                            | [ 51 ]              |
| 19 de dezembro | TV Bandeirantes Santa Catarina  | Florianópolis, Santa Catarina         | Passa a se chamar TV Catarina                                   | [ 242 ]             |

### Trocas de afiliação
| Data            | Emissora     | Cidade, UF                       | Afiliação anterior        | Afiliação nova                | Notas | Ref.                |
| --------------- | ------------ | -------------------------------- | ------------------------- | ----------------------------- | --- | ------------------- |
| 15 de fevereiro | TVE MS       | Campo Grande, Mato Grosso do Sul | TV Brasil                 | TV Cultura                    | A emissora pública volta a transmitir a programação da rede paulista, após 8 anos de afiliação com a TV Brasil                                                   | [ 243 ]             |
| 20 de março     | TV Farol     | Maceió, Alagoas                  | TV Cultura                | Rede Mundial                  | A emissora arrendou toda a programação para a Igreja Mundial do Poder de Deus, após 1 ano e 3 meses de afiliação com a TV Cultura, que ficou sem sinal no estado | [ 244 ]             |
| 29 de junho     | TV Maracu    | Viana, Maranhão                  | Rede Bandeirantes         | Rede Meio Norte               | A emissora deixou a rede paulista após 18 anos de afiliação, tornando afiliada da rede regional baseada em Teresina, Piauí                                       | [ 245 ]             |
| 1.º de julho    | TV Conquista | Lucas do Rio Verde, Mato Grosso  | SBT                       | Rede Record                   | Trocou de afiliação com a TV Rio Verde. Era afiliada do SBT desde 2009.                                                                                          | [carece de fontes?] |
| 1.º de julho    | TV Rio Verde | Lucas do Rio Verde, Mato Grosso  | Rede Record               | SBT                           | Trocou de afiliação com a TV Conquista. Era afiliada da Rede Record desde sua inauguração em 2003                                                                | [carece de fontes?] |
| 10 de agosto    | TV Golfinho  | Fernando de Noronha, Pernambuco  | TV Pernambuco (TV Brasil) | TV Nova Nordeste (TV Cultura) | Após ser reativada depois de três anos fora do ar, a emissora passou a retransmitir a programação da emissora do Recife, juntamente com a rede paulistana        | [ 246 ]             |
| 19 de outubro   | TV Ativa     | Boa Vista, Roraima               | TV Gazeta                 | TV Cultura                    | A emissora passou a transmitir o sinal da rede paulista após 13 anos como afiliada da TV Gazeta, desde sua fundação em 2003                                      | [ 247 ]             |

## Mortes
| Data           | Nome                 | Idade | Notas | Ref.    |
| -------------- | -------------------- | ----- | --- | ------- |
| 5 de janeiro   | Antônio Pompêo       | 62    | Ator. Trabalhos notáveis incluem A Moreninha, Lampião e Maria Bonita, A Máfia no Brasil, Tenda dos Milagres, Sinhá Moça, Kananga do Japão, A História de Ana Raio e Zé Trovão, Mulheres de Areia, Fera Ferida, O Rei do Gado, A Casa das Sete Mulheres e Prova de Amor | [ 248 ] |
| 14 de janeiro  | Shaolin              | 44    | Humorista. Participou em diversos programas como Domingão do Faustão, A Praça é Nossa, Show do Tom e Tudo é Possível e também apresentou um programa humorístico de esquetes na TV Borborema                                                                           | [ 249 ] |
| 5 de março     | Domício Costa        | 87    | Ator e dublador. Trabalhos notáveis incluem Almas de Pedra, Os Trapalhões, Chico City e Chico Total | [ 250 ] |
| 12 de março    | Berto Filho          | 75    | Jornalista. Trabalhos notáveis incluem RJTV, Jornal Nacional, Fantástico, Jornal Hoje, Jornal da Manchete e Manchete Primeira Mão | [ 251 ] |
| 24 de março    | Daniel Lobo          | 43    | Ator. Trabalhos notáveis incluem Sítio do Picapau Amarelo, Bambolê, 74.5 Uma Onda no Ar, Esperança e Beleza Pura | [ 252 ] |
| 1.º de abril   | Petrucio Melo        | 65    | Jurado e apresentador. Trabalhos notáveis incluem Show de Calouros, Cassino do Chacrinha e Petrucio Melo Show | [ 253 ] |
| 2 de abril     | Tereza Rachel        | 80    | Atriz. Trabalhos notáveis incluem Grande Teatro Tupi, A Pequena Karen, O Astro, Marron Glacê, Que Rei Sou Eu?, A Próxima Vítima e Caras & Bocas | [ 254 ] |
| 7 de abril     | Flávio Guarnieri     | 56    | Ator. Trabalhos notáveis incluem Como Salvar Meu Casamento, Os Adolescentes, Ninho da Serpente, Transas e Caretas e Amigas & Rivais | [ 255 ] |
| 25 de abril    | Fernando Faro        | 88    | Diretor, jornalista e produtor musical. Passou por diversas passagens na Rede Tupi, TV Excelsior, Rede Globo, Rede Bandeirantes, Rede Record e TV Cultura. Responsável por ser o criador do programa Ensaio                                                            | [ 256 ] |
| 27 de abril    | Umberto Magnani      | 75    | Ator. Trabalhos notáveis incluem Mulheres de Areia, Caso Verdade, Anarquistas Graças a Deus, Grande Sertão: Veredas, Memórias de um Gigolô, Éramos Seis, Por Amor, Laços de Família, Páginas da Vida, Chamas da Vida e Velho Chico                                     | [ 257 ] |
| 30 de abril    | César Macedo         | 81    | Ator e humorista. Na televisão, seu trabalho mais notável foi na Escolinha do Professor Raimundo | [ 258 ] |
| 3 de maio      | Teixeira Heizer      | 83    | Jornalista e comentarista esportivo. Fez passagens na Rede Globo e SporTV | [ 259 ] |
| 6 de maio      | Larry Pinto de Faria | 83    | Futebolista. Atuou como comentarista esportivo dos programas Portovisão e Meio-Dia A Hora Local na TV Difusora | [ 260 ] |
| 6 de maio      | Miguel Rosenberg     | 90    | Ator e dublador. Trabalhos notáveis incluem Redenção, Selva de Pedra e Jerônimo | [ 261 ] |
| 31 de maio     | Ivan Cândido         | 84    | Ator. Trabalhos notáveis incluem Irmãos Coragem, Pecado Capital, O Casarão, Pai Herói, Tamanho Família, Roda de Fogo, O Salvador da Pátria, Anos Rebeldes e Pátria Minha                                                                                               | [ 262 ] |
| 17 de junho    | Yolanda Queiroz      | 87    | Empresária. Foi presidente do Sistema Verdes Mares, responsável pela TV Verdes Mares e TV Diário | [ 263 ] |
| 7 de julho     | Guilherme Karam      | 58    | Ator. Trabalhos notáveis incluem Partido Alto, Tudo ou Nada, Dona Beija, TV Pirata, Meu Bem, Meu Mal, Explode Coração, O Clone e América | [ 264 ] |
| 17 de julho    | Eliakim Araújo       | 75    | Jornalista. Fez passagens na Rede Globo, Rede Manchete, SBT, CBS Telenotícias e Record News | [ 265 ] |
| 29 de julho    | Sílvio Navas         | 74    | Ator e dublador. Foi produtor e coordenador de diversos programas da TV Excelsior | [ 266 ] |
| 16 de agosto   | Elke Maravilha       | 71    | Jurada, apresentadora e atriz teuto-brasileira. Atuou na telenovela A Volta de Beto Rockfeller e na minissérie Memórias de um Gigolô e foi jurada do Cassino do Chacrinha e Show de Calouros                                                                           | [ 267 ] |
| 22 de agosto   | Geneton Moraes Neto  | 60    | Jornalista e escritor. Foi editor do Jornal da Globo e do Jornal Nacional, correspondente da GloboNews em Londres e repórter e editor-chefe do Fantástico | [ 268 ] |
| 23 de agosto   | Goulart de Andrade   | 83    | Jornalista e apresentador. Fez passagens na Rede Globo, Rede Record, SBT, Rede Bandeirantes, Rede Manchete, TV Gazeta e Record News | [ 269 ] |
| 10 de setembro | Chica Lopes          | 90    | Atriz. Trabalhos notáveis incluem Teleteatro, Meu Rico Português, Éramos Seis, O Direito de Nascer, Os Imigrantes, Pícara Sonhadora, Jamais Te Esquecerei, A Escrava Isaura e Cristal                                                                                  | [ 270 ] |
| 13 de setembro | Raul Quadros         | 74    | Jornalista e comentarista esportivo. Fez passagens na Rede Globo, TVE Rio de Janeiro e SporTV | [ 271 ] |
| 14 de setembro | Duda Ribeiro         | 54    | Ator. Trabalhos notáveis incluem Barriga de Aluguel, De Corpo e Alma, A Lua Me Disse, Beleza Pura e Caminho das Índias | [ 272 ] |
| 15 de setembro | Domingos Montagner   | 54    | Ator. Trabalhos notáveis incluem Mothern, A Cura, Divã, Cordel Encantado, O Brado Retumbante, Salve Jorge, Joia Rara, Sete Vidas e Velho Chico | [ 273 ] |
| 6 de outubro   | Raul Moreau          | 72    | Jornalista, publicitário e escritor. Fez passagens na TV Gaúcha, TV Pampa, Canal 20 e TV Assembleia Gaúcha | [ 274 ] |
| 14 de outubro  | Orival Pessini       | 72    | Ator, humorista e artista plástico. Trabalhos notáveis incluem Planeta dos Homens, Praça Brasil, Escolinha do Professor Raimundo e A Praça é Nossa. Ficou conhecido por ser o criador e a voz do personagem Fofão                                                      | [ 275 ] |
| 20 de outubro  | Ênio Carlos          | 51    | Apresentador e radialista. Apresentou os programas Tarde Jovem com Ênio Carlos na TV Manchete Fortaleza e Programa Ênio Carlos na TV Diário | [ 276 ] |
| 23 de outubro  | Carl Schumacher      | 53    | Ator, dramaturgo e diretor de teatro. Trabalhos notáveis incluem Esmeralda, Bang Bang, Eterna Magia, Água na Boca, A Favorita e A Cura | [ 277 ] |
| 7 de novembro  | Nadir Fernandes      | 79    | Atriz. Na televisão, trabalhos notáveis incluem As Pupilas do Senhor Reitor, Rosa dos Ventos e Pecado Capital | [ 278 ] |
| 29 de novembro | Mário Sérgio         | 66    | Futebolista. Atuava como comentarista da Rede Bandeirantes e Fox Sports | [ 279 ] |
| 29 de novembro | Deva Pascovicci      | 51    | Narrador esportivo. Fez passagens na Rede Manchete, SporTV e Fox Sports | [ 279 ] |
| 29 de novembro | Victorino Chermont   | 43    | Jornalista esportivo. Fez passagens na Rede Record, Rede Bandeirantes, SporTV e Fox Sports | [ 279 ] |
| 29 de novembro | Paulo Julio Clement  | 51    | Jornalista, comentarista, editor e blogueiro esportivo. Fez passagens na Rede Globo (TV Globo Brasília), SporTV e Fox Sports | [ 279 ] |
| 29 de novembro | Guilherme Marques    | 28    | Jornalista esportivo. Atuava como repórter da TV Brasil e Rede Globo | [ 279 ] |
| 29 de novembro | Renan Agnolin        | 27    | Jornalista esportivo. Trabalhou como repórter da RIC TV Chapecó | [ 279 ] |
| 14 de dezembro | Phelippe Daou        | 87    | Jornalista e empresário. Foi proprietário do Grupo Rede Amazônica, responsável pela Rede Amazônica e Amazon Sat | [ 280 ] |
| 15 de dezembro | Villas-Bôas Corrêa   | 93    | Jornalista. Na televisão, atuou como comentarista político do Jornal da Manchete | [ 281 ] |
| 31 de dezembro | Adílson Maghá        | 68    | Ator. Trabalhos notáveis incluem Grande Sertão: Veredas, Amazônia, de Galvez a Chico Mendes, Sete Pecados, Caminho das Índias, Araguaia e Velho Chico | [ 282 ] |